# Xi1 Canis Majoris
Xi1 Canis Majoris (4 Canis Majoris) é uma estrela na direção da constelação de Canis Major. Possui uma ascensão reta de 06h 31m 51.37s e uma declinação de −23° 25′ 06.4″. Sua magnitude aparente é igual a 4.34. Considerando sua distância de 2050 anos-luz em relação à Terra, sua magnitude absoluta é igual a −4.65. Pertence à classe espectral B1III. É uma estrela variável β Cephei.